# What Did I Do To Deserve This, My Lord!? 2
What Did I Do To Deserve This, My Lord!? 2 (勇者のくせになまいきだ, Yuusha no Kuse Ni Namaikida or2; literalmente "Para um herói, [você é] bastante imprudente/audacioso or2"), é um jogo de estratégia em tempo real para Playstation Portable. O game se centra em torno de criar labirintos e monstros para ajudar a defender um lorde-demônio dos heróis que o tentam capturar.
É o mesmo jogo que What Did I Do To Deserve This, My Lord!?, exceto por poucas adições.

## Jogabilidade
Usando um número limitado de "passos" e uma picareta, o jogador deve escavar e criar um labirinto com monstros para defender o lorde-demônio dos heróis. Mais passos são dados quando um estágio é completado, com base em quão bem o jogador foi. Os "passos" têm outra função, no entanto, eles também são usados para adicionar níveis aos monstros. Na primeira, o jogador deve escavar e criar o labirinto ao mesmo tempo que cria os monstros, antes que um herói chegue para capturar o lorde-demônio. Quando o herói aparece e vai entrar o labirinto, o jogador deve mudar a localização do lorde-demônio, de preferência dificultando que o herói o encontre. Quando o herói entra no labirinto, ele vai tomar caminhos aleatórios (se houver mais de um) até que ele encontre capture o lorde-demônio. O herói vai lutar contra qualquer monstro que ficar em seu caminho.
Quando o herói captura o lorde-demônio, ele volta pelo mesmo caminho, levando o lorde-demônio consigo. É possível criar monstros para salvar o lorde-demônio enquanto isto.
O solo muda dependendo dos slimes que libera o jogador "libera" dos blocos. Se o bloco está coberto de musgo, e o jogador usa sua picareta neste bloco, um slime será liberado. Estes slimes se movem em torno do calabouço, absorvendo e expulsando o material das rochas, criando blocos com mais e mais material. Uma vez que um bloco possuir material suficiente, este mudará de cor dependendo do quanto houver nele. Monstros mais fortes e mais poderosos serão liberados se o bloco possuir mais material. A morte de monstros e heróis, juntamente com algumas das ações dos heróis, tem efeitos variados sobre o terreno circundante. Por exemplo, se um herói lança um feitiço, os blocos ao redor serão preenchidos com mana. Mais ainda, se esse herói morre, o restante de sua mana é liberado em todos os blocos ao redor.

## Adições
Enquanto o jogo compartilha a jogabilidade do primeiro, ele também introduz recursos adicionais que aumentam a complexidade do jogo, como mutações e mais magias. Foi incluído também um modo de prática sem os heróis.